# Geschichte des Kinos der Volksrepublik China
Die Geschichte des Kinos der Volksrepublik China beginnt 1949 nach der Katastrophe des Zweiten Weltkriegs, der auch in China das Filmschaffen vorläufig beendete. Ihm steht das gleichzeitig beginnende Kino Taiwans im verbleibenden Machtbereich der Republik China (Taiwan) gegenüber.

## Von der Gründung der Volksrepublik bis zum Ende der Kulturrevolution, 1949–1976
Auch wenn zahlreiche Filmschaffende aus der Zeit zuvor, vor allem aus dem Kontext der Shanghaier Filmindustrie der 1930er Jahre, zunächst weiterarbeiten konnten, bedeutete die Machtübernahme der KPCH für den chinesischen Film die Festlegung auf eine staatstragende propagandistische Funktion. Chinesische Filmemacher wurden nach Moskau geschickt, um dort das Vorbild des sowjetischen Films zu studieren, und 1950 wurde die Pekinger Filmhochschule gegründet. Thematisch widmeten sich viele der Filme der Darstellung des Widerstands gegen Japan und der heroischen Rolle der Partei, wie in „Das rote Frauenbataillon“ (Hongse niangzi jun; 红色娘子军; 1961) von Xie Jin (谢晋; 1923–2008). Der erste festlandchinesische Farbfilm und die bis dato monumentalste Produktion war „Der Osten ist rot“ (Dongfang hong; 东方红; 1965). Bis 1966 entstanden 603 Spielfilme.
Die Animationsfilmproduktion in der Volksrepublik knüpfte hinsichtlich der Produktion besonders nahtlos an die früheren Produktionsformen an. Unter der Federführung der Brüder Wan Laiming und Wan Guchan, beide Pioniere der chinesischen Animationsfilme in den 1920er und 1930er Jahren, wurden ab Mitte der 1950er Jahre wieder Animationsfilme in Shanghai produziert. Eine stilistische Besonderheit war die Nutzung traditioneller Techniken aus der Volkskultur im Zeichentrickfilm wie Scherenschnitt, Schattenspiele und Tuschmalerei, die vor allem auf Wan Guchan zurückgehen. Der zweite abendfüllende Trickfilm der Wan-Brüder „Der Affengott“ (Da nao tiangong; 大闹天宫 von 1965) gewann auf dem Londoner Filmfestival den Preis für den besten Film.
Während der Kulturrevolution kam das Filmschaffen unter der Ägide von Jiang Qing fast vollständig zum Erliegen. Lediglich die von ihr zugelassenen Verfilmungen der acht Modellopern wurden in der Zeit bis 1972 aufgeführt. Ab 1973 wurde allmählich wieder die Filmproduktion aufgenommen. Doch weiterhin kamen regelmäßig Filme unter politischen Beschuss der noch einflussreichen Viererbande – so beispielsweise 1975 der Film „Pionierarbeit“ (Chuangye; 创业 von 1974) über den Aufbau der Ölindustrie in der Volksrepublik China.

## Vom Ende der Kulturrevolution bis 1997
| 1975 | 27  |
| 1985 | 127 |
| 1995 | 146 |
| 2005 | 260 |

Mit dem Tod Maos und dem Ende der Kulturrevolution 1976 und der Wiedereröffnung der Filmhochschule in Peking 1978 begann das Kino der Volksrepublik neu. Vor allem ab Anfang der 1980er Jahre eröffneten sich allmählich Freiräume für ein individuelleres Filmschaffen. Das Kino der Reformzeit wandte sich von Klassenkampf und Kampagnenpolitik ab und verlor damit – trotz weiter stattfindender Zensur – seinen Charakter als Sprachrohr der Partei. Zugleich wurden die staatlichen Subventionen zurückgefahren und auch der Film immer stärker den Mechanismen des Marktes ausgesetzt.
Die neuen Freiheiten wurden zuerst von den Filmemachern der sogenannten vierten Generation genutzt, die ihre Ausbildung bereits in den 1960er Jahren erhalten hatten, aber erst jetzt die Möglichkeit erhielten, Filme zu drehen. Dazu gehörten Regisseure wie Xie Fei (谢飞; * 1942) und Wu Tianming (吴天明; * 1939). In ihren Filmen lösten sie sich von den oberflächlichen, propagandistischen Darstellungen gesellschaftlicher Verhältnisse und nutzten Film wieder als künstlerisches Medium, das sich autonom seinen Themen widmet. Die handelnden Personen wurden damit von Vertretern gesellschaftlicher Klassen wieder zu Individuen. Eine grundsätzliche Konfrontation mit der Herrschaft der Partei bedeutete dies allerdings nicht. Ihre Werke liefen im Allgemeinen auf eine Rückbesinnung auf traditionelle Werte hinaus oder betrieben Vergangenheitsbewältigung in politisch akzeptierten Grenzen. Ästhetisch war der Wandel allerdings unübersehbar.
Die Filmemacher der fünften Generation revolutionierten ab der Mitte der 1980er Jahre das chinesische Kino und fanden erstmals internationale Resonanz. Filme wie Chen Kaiges „Gelbe Erde“ (1984), Tian Zhuangzhuangs „Der Pferdedieb“ (Daomazei; 盗马贼 von 1986) und Zhang Yimous „Rotes Kornfeld“ (1987) setzten sich auf formal wie inhaltlich hohem Niveau mit den Verhältnissen der chinesischen Gesellschaft auseinander. Auf beiden Ebenen gingen sie entscheidend über die vierte Generation hinaus. Inhaltlich lösten sie sich vollständig von den Vorgaben traditioneller Moral und herrschender Partei und stellten sie stattdessen infrage, wenn sie sich mit Themen wie der Kontinuität autoritärer Herrschaft in China beschäftigten. Formal erweiterten sie das chinesische Kino sowohl in der Anwendung expressiver als auch realistischer Mittel. Über die kritische Rezeption ausländischer Filmtheorien wandten sie sich der internationalen Filmkunst zu, erhielten sich aber zugleich ihre chinesische Eigenständigkeit. Der Einfluss der KPCh zeigte sich allerdings noch in der Verhinderung von öffentlichen Vorführungen in China, so dass einige dieser Filme eine Zeit lang im Ausland besser bekannt waren als in ihrem Entstehungsland.

## Von 1997 bis heute
Seit dem Ende der 1990er macht sich eine sechste Generation an Filmemachern bemerkbar. Charakteristisch für ihre Werke ist die unverhohlene Kritik an den Lebensumständen in China, meist anhand der Erfahrungen städtischer Jugendlicher. In hartem Realismus unter Verzicht auf Stilisierung, oft dokumentarisch angelegt und auf Videomaterial gedreht, zeigen sie die Schattenseiten von Modernisierung und Werteverfall. Regisseure dieser Generation sind u. a. Jia Zhangke (der 2006 in Venedig für seinen Film „Still Life“ den Goldenen Löwen bekam), Zhang Yuan, Wang Xiaoshuai und Liu Jiayin (刘佳茵; * 1982). Weitere Spielarten des Kinos der Sechsten Generation finden sich in den Versuchen Li Yus, weibliche (bisweilen lesbische) Erfahrungen im heutigen China im Film darzustellen und beim Dokumentarfilmregisseur Wang Bing. Die oft mehrere Stunden langen Dokumentationen Wangs kreisen um die zentralen politischen Themen der Volksrepublik, so die industrielle Modernisierung und deren Folgen (so in 铁西区 West of the Tracks 2003 sowie 原油 Crude Oil und 钱 Coal Money von 2008), sowie die (offiziell noch immer unmögliche) Erinnerung an die Kulturrevolution (so in 和凤鸣 Fengming, a Chinese Memoir, 暴力工厂 Brutality Factory von und zuletzt im ersten fiktionalen Film von Wang, 再见夹边沟 The Ditch von 2010).
Insgesamt existiert Anfang des 21. Jahrhunderts allerdings ein breites Spektrum des Filmschaffens, sodass sich die Zählung nach Generationen wohl allmählich erledigt. Ein Beispiel für sozialen Realismus ohne die Härte der sechsten Generation wäre Zhang Yang.
Neben den Werken der filmischen Erneuerer der fünften Generation entwickelte sich vor dem Hintergrund der Wirtschaftsreformen auch ein politisch desinteressiertes Kino, das Film primär als Unterhaltung versteht, die sich ökonomisch rentieren muss. Häufig als Historiendrama angelegt, beeindrucken diese Werke durch monumentale Schauwerte. Mitte der 1990er Jahre zählten zu dieser Art Film beispielsweise „Der Opiumkrieg“ (1997) von Xie Jin, der bis zur Uraufführung von Chen Kaiges Drama „Der Kaiser und sein Attentäter“ (1999), über den der Filmdienst von einer „marktfähige[n] Exotisierung“ sprach, die teuerste Produktion in der Geschichte des chinesischen Films darstellte. In den 2000er Jahren wurde das chinesische Kino noch kommerzieller, so entstehen neben dem vor allem international beachteten Kino der sechsten Generation zahlreiche Komödien (oft mit gender-Themen) und Thriller, die immer wieder Themen der chinesischen Geschichte behandeln wie die Auseinandersetzungen zwischen KP und Kuomintang. Gerade in solchen Filmen verwischen bisweilen die Grenzen zwischen Historien- und Propagandafilm, so im 100. Film des Hongkong-Stars Jackie Chan 1911 Revolution.
Daneben entstehen jedoch noch immer offene Propagandafilme, die vor allem die zentralen Momente der Staats- und Parteigeschichte der Volksrepublik behandeln. So entstand anlässlich des 60. Jubiläums der Gründung der Volksrepublik der Film 建國大業 The Founding of a Republic und 2011 anlässlich des 90. Jahrestages der Gründung der KpCh 建黨偉業 The Founding of a Party.
Einige chinesische Schauspieler wie Gong Li, Jet Li und Zhang Ziyi sind inzwischen weltweit bekannt geworden.

## Ausländisches Kino in der Volksrepublik China
Ausländische Filme werden aufgrund von Importbestimmungen nur in begrenztem Umfang zur Aufführung gebracht. Neben politischen  Beweggründen spielt dabei auch die wirtschaftliche Komponente eine große Rolle.
Der florierende Straßenhandel mit (häufig illegal kopierten) VCDs und DVDs bietet allerdings ein reiches Angebot internationaler Filme, die auch in ebenso semilegalen Kleinkinos zur Aufführung kommen.

## Chinesisches Kino im Ausland
Begleitend zum größer werdenden Interesse, das den wirtschaftlichen Aufstieg der Volksrepublik begleitet, fand auch das Kino der Volksrepublik zunehmend Interesse im Ausland. Nachdem das aktuelle chinesische Kino seit Mitte der 1980er Jahre zumindest auf Festivals durchaus präsent ist, wurde vor allem die Filmgeschichte in einigen Retrospektiven der letzten Jahre wiederentdeckt. So zeigten die 62. Filmfestspiele von Venedig eine ganze Reihe chinesischer Klassiker, 2009 zeigte das New York Film Fest unter dem Titel „(Re)Inventing China: A New Cinema for a New Society“ eine Retrospektive zum chinesischen Kino von 1949 bis 1966 (vor die Kulturrevolution) und im März 2013 zeigt die Gruppe The Canine Condition im Berliner Arsenal unter dem Titel „Ein Lied um Mitternacht“, die bislang umfassendste Retrospektive zum chinesischen Kino in Deutschland.